# Niendorf bei Berkenthin
Niendorf bei Berkenthin ist eine Gemeinde im Kreis Herzogtum Lauenburg in Schleswig-Holstein.

## Geschichte
Das Dorf wurde 1194 zum ersten Mal urkundlich erwähnt. Niendorf kam 1747 von Lübeck an das Herzogtum Lauenburg. Seit 1889 gehört die Gemeinde zum Amtsbezirk beziehungsweise Amt Berkenthin. Der in der Niendorfer Feldmark vorkommende Ton wurde bis 1965 mittels einer kleinen Seilbahn in die Behlendorfer Ziegelei transportiert.

## Politik

### Gemeindevertretung
Bei der Kommunalwahl am 14. Mai 2023 wurden insgesamt sieben Sitze vergeben. Von diesen erhielt die Aktive Wählergemeinschaft Niendorf vier Sitze und die Wählergemeinschaft Niendorf drei Sitze.

### Wappen
Blasonierung: „Von Grün und Rot durch einen nach links verrückten silbernen Wellenpfahl, darin zwei blaue Wellenfäden, geteilt. Rechts über zwei gekreuzte goldene Giebelblätter ein goldenes Ständerwerkhaus.“